# Слободо-Туринский заказник
Слободо-Туринский зоологический охотничий заказник — государственный заказник площадью 13,75 тысячи гектаров в Слободо-Туринском районе Свердловской области.
Заказник организован 11 октября 1974 года для сохранения и повышения численности охотничьих животных. К природному комплексу заказника относятся лось, бобр, ондатра, куница, барсук, колонок, глухарь, тетерев, рябчик и др.